# 摩泽尔河高架桥
摩泽尔河高架桥（德語：Hochmoselbrücke）是德国莱茵兰-普法尔茨州的一座公路高架桥，在采尔廷根-拉赫蒂希以北，于尔齐希以南跨过摩澤爾河河谷，于2019年11月通车。这座大桥是摩泽尔河高架公路计划的一部分，目的是让大法兰克福地区获得一条通往比利时与荷兰沿海港口的快速通道，同时也是欧洲E42公路的一部分。

## 建造

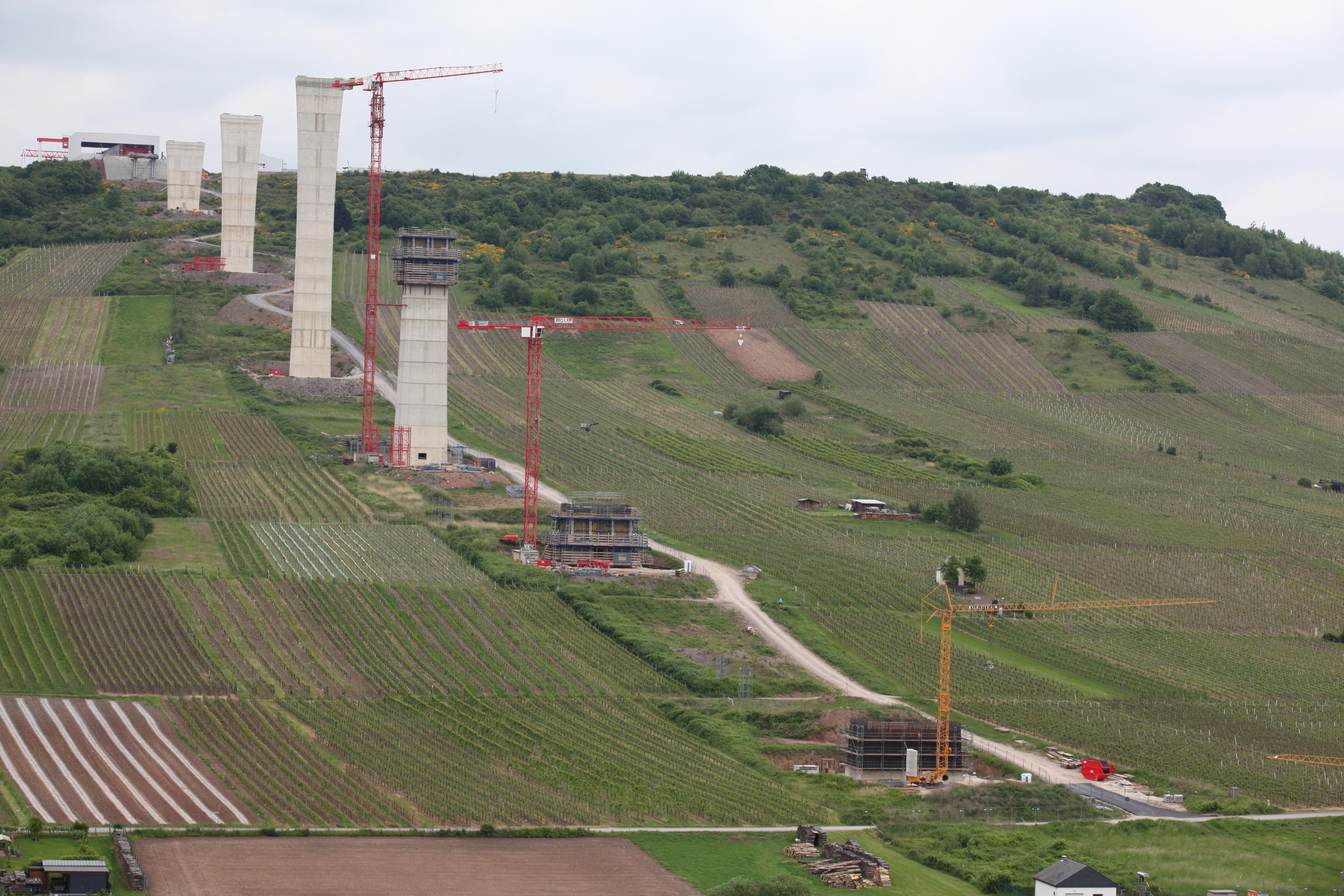
2014年5月建造中的橋樑

建設一條跨越摩澤爾河的高架桥，使比利時和荷兰港口能够連接法兰克福-哈恩机场及周邊地區的构想早在冷戰時期便已出现，這一構想至21世紀被重新提出，工程最終在2019年11月完工，並在同月21日通車。
大橋為鋼鐵梁桥，長1702.4米，最高高達158米，寬29米，能夠四線行車。桥面由十一個混凝土桥塔支撐，桥塔高度為15米至150米。整個項目預計造價為2.7億歐元，但最後整項工程花了至少4.83億歐元，單是橋樑部份就用了1.75億歐元。

## 爭議
反對此項工程主要論點是：認為大橋的經濟作用不大，並會對摩澤爾地區的生態系統產生負面影響；認為現有法蘭克福通往荷蘭和比利時港口的道路已足夠使用，新建橋樑不會大大省時和提高經濟效益，並且會摧毀摩泽尔葡萄酒产区的生態景觀。
一些國際葡萄酒專家如杰西斯·罗宾逊等均反對此工程。